# Amanawa Shinmei-jinja

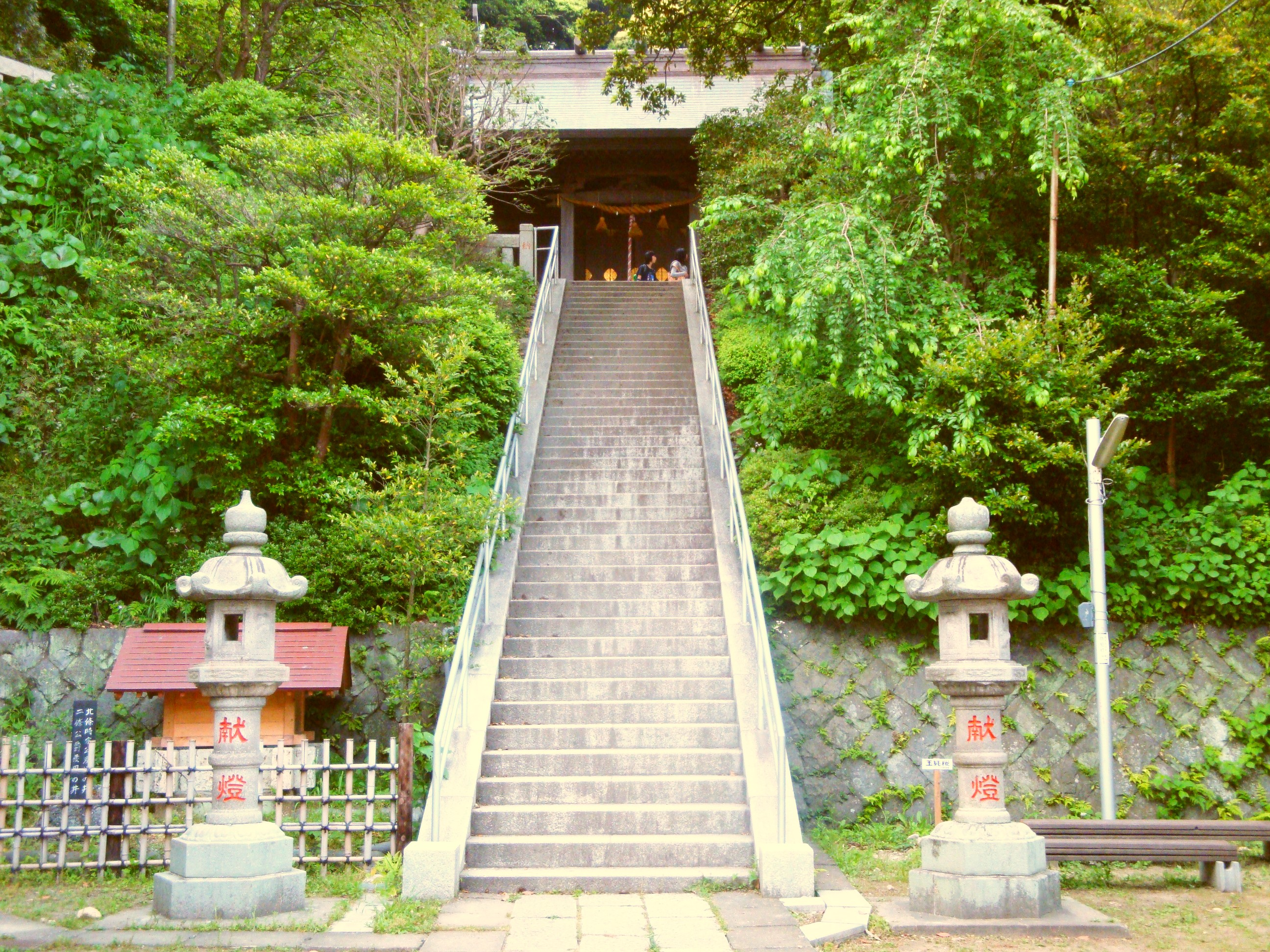
Escalier de pierre au sanctuaire Amanawa Shinmei.

L'Amanawa Shinmei-jinja (甘縄神明神社), fondé en  710, est le plus ancien sanctuaire shinto de Kamakura, au Japon. Il est dédié à la déesse du Soleil Amaterasu. Selon un ancien document, Histoire du Amanawa-ji Shinmei-gū conservé par le sanctuaire, le fondateur du Amanawa Shinmei-jinja est le fameux prêtre Gyōki. Un homme puissant et riche nommé Tokitada Someya finance la construction.
Le sanctuaire se compose de deux ouvrages : le haiden (« oratoire ») à l'avant et le honden (« sanctum ») à l'arrière. Tant l'oratoire et le sanctum possèdent des planches croisées en forme de corne appelées chigi qui s'élèvent au-dessus du toit à chaque extrémité. Par ailleurs, cinq courtes billes appelées katsuogi sont placées à angle droit le long de l'arête du toit. Cela est typique du style d'architecture shinto nommé shinmei-zukuri. Comme les anciens bâtiments ont été détruits par le séisme de 1923 de Kantō, ils ont été reconstruits en 1936. La dernière rénovation a été achevée en 1998.
Le sanctuaire est à dix minutes à pied de la gare de Hase (Kanagawa) et à vingt minutes de la gare de Kamakura.

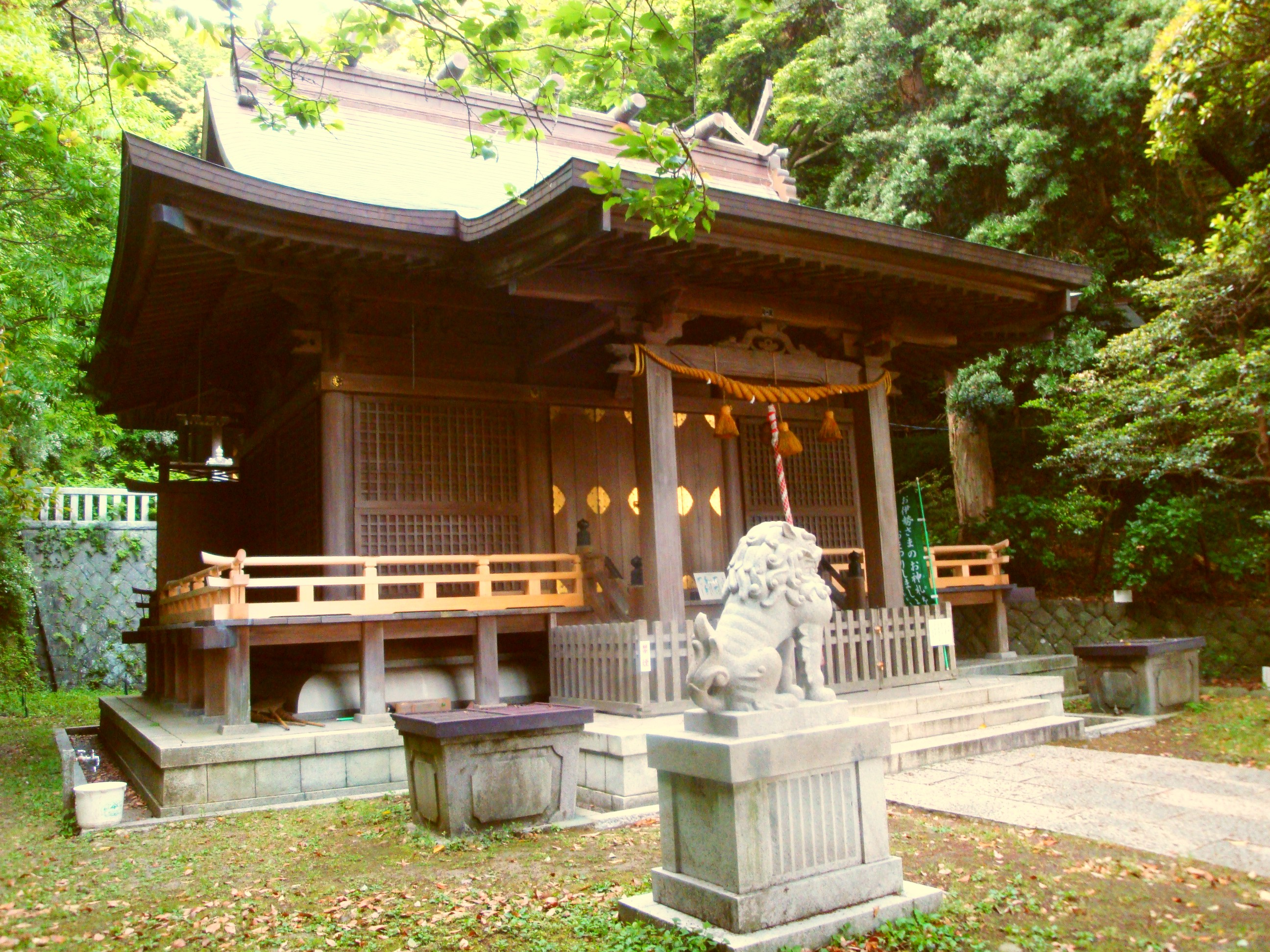
Le haiden.
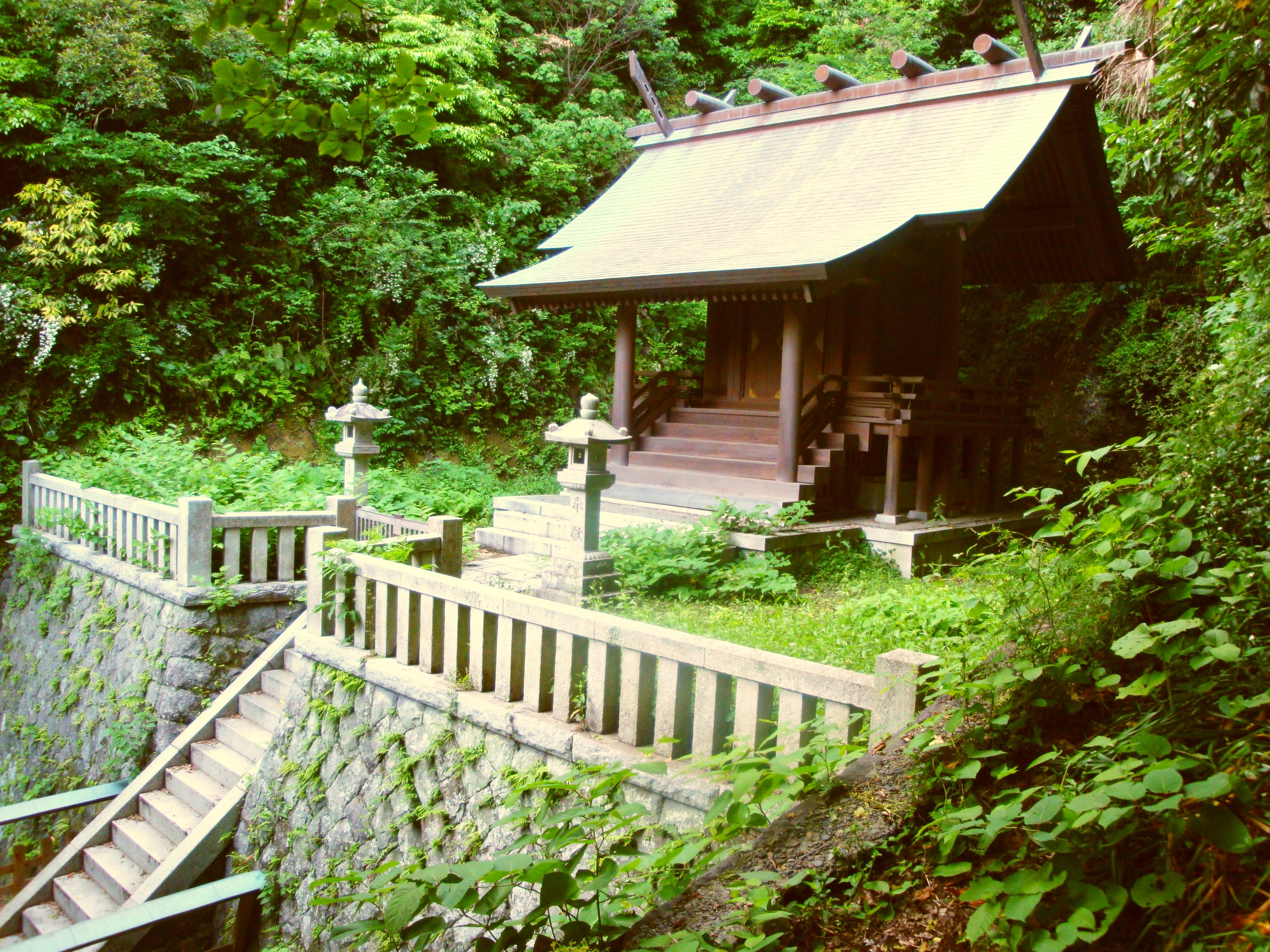
Le honden.
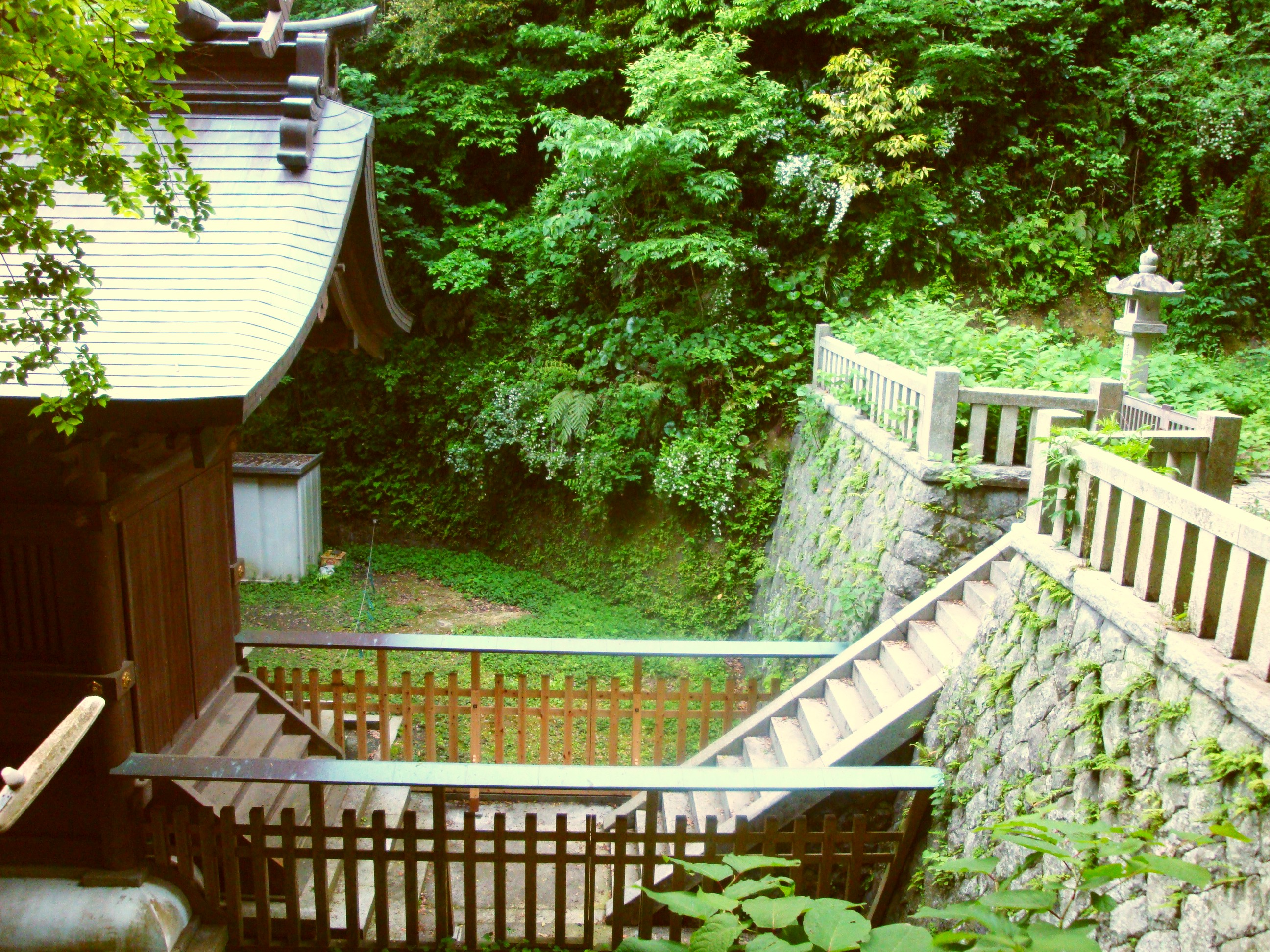
Escaliers entre le haiden et le honden.
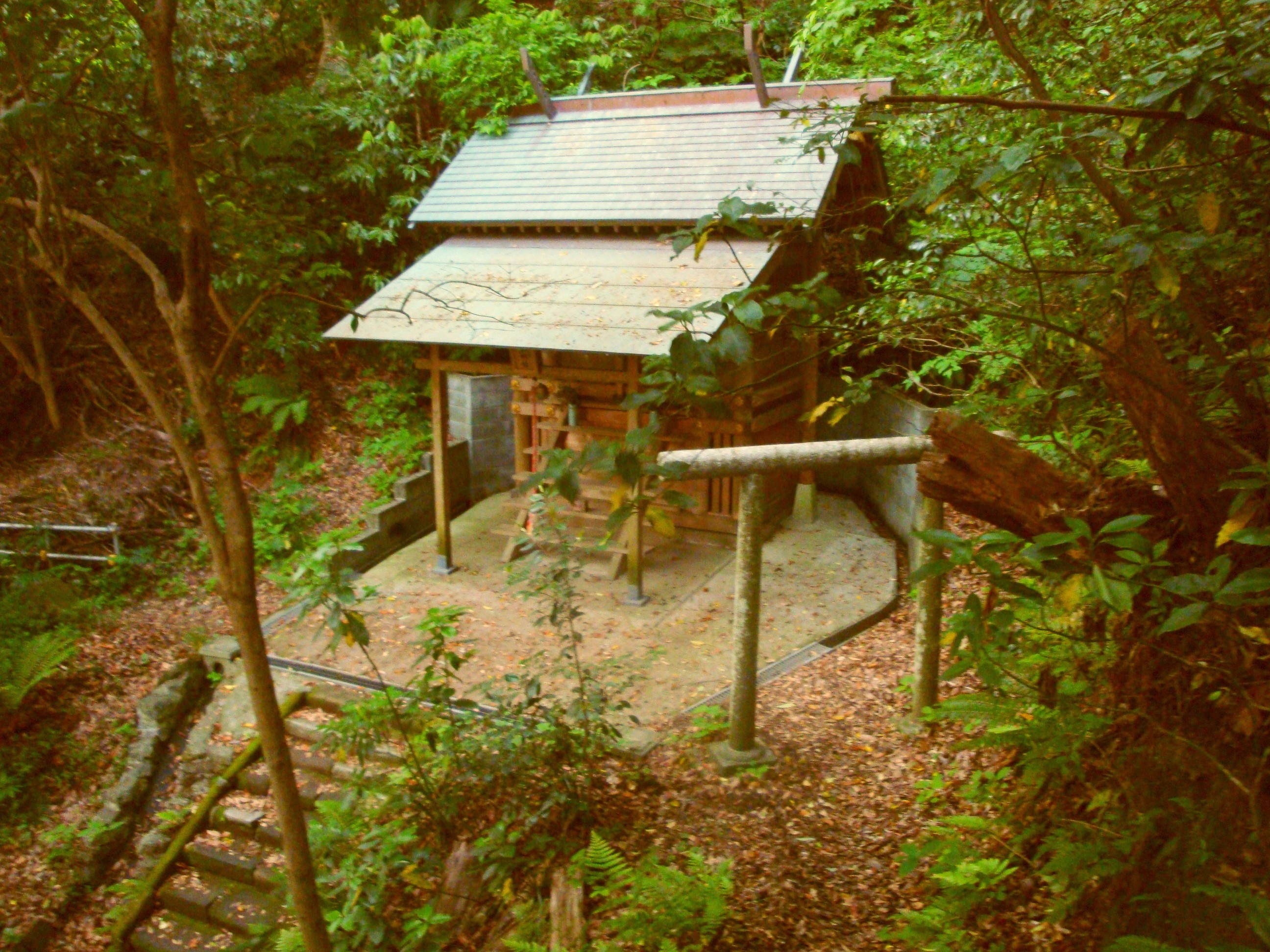
Un sessha au sanctuaire.